# Сиви горски почви
Сивите горски почви заемат обща площ 18 млн. дка и са разположени географски на юг от черноземната зона, в Лудогорието, Южнодобруджанското плато и в Предбалкана с надморска височина до 700 – 800 м, където граничат с псевдоподзолисти почви.
Образувани са под влияние, главно на широколистна горска растителност, като в ниските части се чувства влиянието на тревна растителност. Ето защо, за сивите горски почви е характерен хумусен хоризонт с малка мощност и силно развит и уплътнен глинест илувиален хоризонт.
Разделят се на два подвида: тъмно сиви и типични сиви (светло сиви, сиво-кафяви).

## Тъмно сиви горски почви
- Заемат около 2 млн. дка в по-ниските райони, в съседство с излужените и деградираните черноземи. Мощността на хумусния хоризонт е 40 – 50 см, който постепенно преминава в илувиален с мощност 80 – 100 см.
- Съдържанието на хумус в орницата е 2 – 3 % и намалява до 1 % в илувиалния хоризонт. Почвите са слабо запасени с азот и фосфор и добре с калий. Почвената реакция е слабо кисела до кисела.
- По механичен състав почвите са слабо до средно глинести и физичните им свойства са неблагоприятни. Имат слаба водопропускливост; при навлажняване са пластични, а при изсъхване се спичат и напукват. Естественото им плодородие отстъпва значително на черноземните почви.

## Типични сиви (светло сиви, сиво-кафяви) горски почви
- Заемат сравнително голяма територия от страната – около 16 млн. дка и са разположени южно и на по-голяма надморска височина от тъмно сивите почви. Хумусният им хоризонт е с малка мощност – до 35 см и рязко преминава в илувиален с мощност 80 – 100 см.
- Съдържанието на хумус в орницата е около 2 % и рязко намалява в дълбочина. Запасеността с азот и фосфор е слаба, а почвената реакция е кисела по целия профил
- Физичните свойства на тези почви са още по-неблагоприятни, поради което трудно се обработват. Поради силното уплътняване на илувиалния хоризонт се наблюдава преовлажняване на ниските места.

## Мерки за съхранение и подобряване на почвеното плодородие
Следва да се изхожда от реалността, че тези почви са с ниско естествено плодородие, разположени най-вече на наклонени терени, поради което се налага:
- Борба с ерозията чрез правилна обработка на почвата;
- Удълбочаване на орния пласт до 30 – 32 см;
- Варуване за неутрализиране на киселата реакция;
- Интензивно торене с органични и минерални торове;
- Правилен избор и правилно редуване на културите в сеитбооборота.